# Elfelejtett címer
Névváltozatok: 

sk: zabudnutý erb

Rövidítések
Az elfelejtett címer hasonlít a várománycímerhez. Üres címerpajzs, melynek címerábráit például egy épület homlokzatán az uralomváltás, a tulajdonosváltás, új politikai vagy államhatalom stb. után eltávolították, de nem egészítették ki az új címerviselő címerével, így az üresen maradt. 
Nem valódi címer, mivel nem alkalmazható rá a heraldika szabályai, azaz nincs színe, nem rendelkezik címerábrákkal, nem öröklődik és senkit sem jelképez. 
Elfelejtett címernek tekinthető az is, mely például egy épület homlokzatán az uralom- vagy tulajdonosváltás után is fennmarad és így már nem az új címerviselőt jelképezi, hanem még mindig a régi tulajdonosra utal. 
A címerpajzsok ábráinak kicserélése az uralom- vagy rendszerváltás után szokásos. Például a magyar országgyűlés üléstermében az elnöki szék fölötti címer többször is cserélődött. Egyes korvinák új tulajdonosai szintén igyekeztek eltávolítani az azokban található címereket és a sajátjukéval helyettesíteni. Ez nem sikerült mindig tökéletesen és különféle modern vizsgálati módszerekkel következtetni lehet az eredeti címerekre is. 